# Comuna Velîka Horbașa, Cerneahiv
Velîka Horbașa (în ucraineană Великогорбашівська сільська рада) este o comună în raionul Cerneahiv, regiunea Jîtomîr, Ucraina, formată din satele Mala Horbașa și Velîka Horbașa (reședința).

## Demografie
Componența lingvistică a comunei Velîka Horbașa
     Ucraineană (99,39%)
     Alte limbi (0,51%)
Conform recensământului din 2001, majoritatea populației comunei Velîka Horbașa era vorbitoare de ucraineană (99,39%), existând în minoritate și vorbitori de alte limbi.